# Encinasola

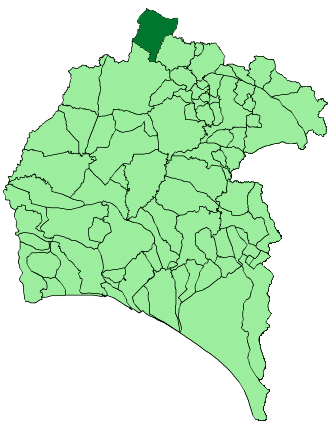
Localização de Encinasola na província de Huelva.

Encinasola é um município raiano da Espanha na província de Huelva, comunidade autónoma da Andaluzia, de área 178 km² com população de 1481 habitantes (2011) e densidade populacional de 8,32 hab/km². É também conhecida em português como Anzina Sola.

## História
No término municipal da Vila de Encinasola encontram-se restos de sete povoados celtiberos que vieram em busca de depósitos metalúrgicos. Posteriormente, na época romana, dá-se um assentamento na zona da Peña de San Sixto; da época visigoda apenas há dados; da época árabe destaca-se o atual desenho da povoação, a construção do castelo, os arrabaldes e o morro da povoação, havendo vestígios de uma antiga mesquita.
A vila de Encinasola foi reconquistada principalmente por ásture-leoneses e pertencia ao lado leonês da repovoação; destaca-se como feito importante que os habitantes de Encinasola participaram na reconquista da povoação malaguenha de Álora à qual atribuíram como padroeira a Virgem das Flores.
Posteriormente, ao ser povoado fronteiriço com Portugal, foi o único de toda a província de Huelva que mantevo a sua fronteira intacta com Portugal e jamais chegou a ser conquistado por esta nação. Desta época vêm os Fortes de San Felipe e de San Juan.
Mais tarde, na Guerra da Independência espanhola, ofereceu uma feroz resistência aos franceses, ficando destruído desde então o seu castelo.
Nas Guerras de Sucessão espanholas, apoiou sempre a Coroa.
Desde finais do século XIX, a sua economia baseou-se na criação de gado, na agricultura e nas indústrias locais de abastecimento. Dada a pobreza da terra houve sempre uma emigração intensa; apesar disso, chegou a alcançar a finais dos anos 50 do séc.XX a ter uma população de mais de 7 mil habitantes, tendo desde então decrescido.

## Demografia
| Variação demográfica do município entre 1991 e 2004 | Variação demográfica do município entre 1991 e 2004 | Variação demográfica do município entre 1991 e 2004 | Variação demográfica do município entre 1991 e 2004 |
| --------------------------------------------------- | --------------------------------------------------- | --------------------------------------------------- | --------------------------------------------------- |
| 1991                                                | 1996                                                | 2001                                                | 2004                                                |
| 2068                                                | 1945                                                | 1755                                                | 1673                                                |